# Короборація
Корроборація є складовою основної частини формуляру документа. Вона передає відомості про засвідчувальні знаки документа.

Термін «корроборація» походить від лат. corroboro — робити міцним, підкріплювати.

## Приклад корроборації
«Для кращої віри і певності при печатці війська Запорозького цього листа рукою власною підписую…Богдан Хмельницький, гетьман війська Запорозького»
Витяг з універсалу Богдана Хмельницького з наказом готуватися Запорізькому війську до війни із Польщею.